# Thorsten Zwinger

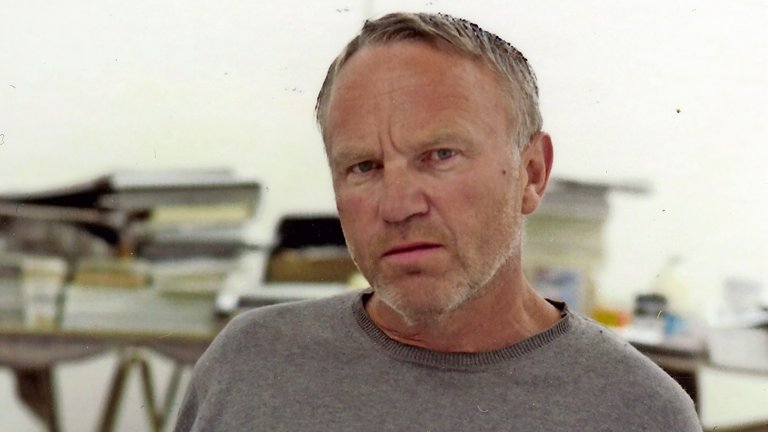
Thorsten Zwinger

Thorsten Zwinger (auch Z W I, * 23. März 1962 in Greifswald) ist ein deutscher Maler. Er lebt in Greifswald und Berlin.

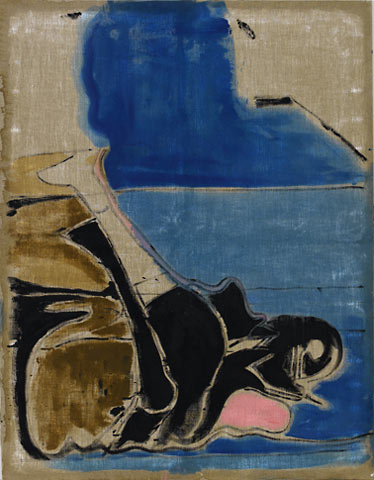
Self with blue shadow 2

## Einzelausstellungen (Auswahl)

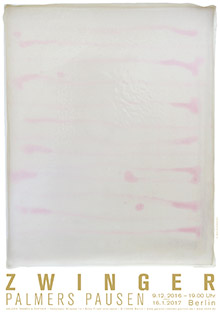
Exhibition "Palmers Pausen", 2016

- 2022: Palmers Pausen (Schenkung), Pommersches Landesmuseum, Greifswald[1]
- 2016: Palmers Pausen, Galerie Werner Tammen, Berlin[2]
- 2014: New Works, Galerie Werner Tammen, Berlin
- 2009: Lichtsmoke, Galerie Werner Tammen, Berlin
- 2007: Kabuff N.K.23, Howard Scott Gallery, New York[3]
- 2006: Kabuff N.K.23, Galerie Werner Tammen, Am Checkpoint Charlie, Berlin
- 2002: Bruch und Übergang / Rupture and Transition, Galerie Werner Tammen, Berlin
- 2002: Black Paintings / The Same Things That Make You Live Will Kill You, Galerie Paul Veron, Greifswald
- 1995: Die Stadt als Interieur, Museum der Hansestadt Greifswald, heute Pommersches Landesmuseum, Greifswald[4]
- 1994: Works on paper, Holly Affinity Galerie, Taipei City, Taiwan (R.O.C.), 1994[5]

## Ausstellungsbeteiligungen
- 2018: ZWI : Serendipity, art Karlsruhe
- 2016: ZWINGER : new works : Lucid 2, art Karlsruhe
- 2015: ZWINGER : recent, Art Fair Miami
- 2006: STANDPUNKTE II 1986 bis 2006 – Malerei, Plastik, Grafik aus der Sammlung des Museums Junge Kunst Frankfurt (Oder), Kunstraum Potsdam[6]
- 2004: all about… berlin  White Box Galerie, München, 2004[7]

## Werke in öffentlichen Sammlungen
Michael Freitag formuliert zum Gemälde Domani Mattina (Morgen früh) im Dom: "Thorsten Zwinger, in Greifswald geboren, schuf mit diesem Bild ein Hauptwerk seiner Auseinandersetzung mit dem pommerschen Landschaftsraum. Den Topos des Nebels durchdringend, erhöht er ihn zu einer Topografie der Erwartung. Darin folgt er seinem geistigen Paten, dem Greifswalder Caspar David Friedrich, der zwischen Weltbild und Ich zuerst die Leere als Schicksalsfrage aufwarf. Der Maler Zwinger hat in nationalen und internationalen Kontexten ausgestellt. Ein repräsentatives Konvolut seiner Bilder befindet sich im Pommerschen Landesmuseum."
- Greifswalder Dom, Greifswald[9]
- Sammlungen Staatliche Schlösser und Museen, Schwerin
- Sammlung Willy-Brandt-Haus, Berlin[10]
- Sammlung Museum Junge Kunst, Frankfurt/Oder[11]